# Ammobates persicus
Ammobates persicus är en biart som beskrevs av Mavromoustakis 1968. Ammobates persicus ingår i släktet Ammobates och familjen långtungebin. Inga underarter finns listade i Catalogue of Life.